# 井澤秀記
井澤 秀記（いざわ ひでき）は、日本の経済学者。神戸大学経済経営研究所元教授。専門は地域金融協力。現在の研究課題は、欧州通貨統合および拡大EUに関する理論的・実証的・制度的研究、中国人民元に関する実証研究。

## 経歴

### 学歴
- 昭和51年 3月 - 香川県立丸亀高等学校卒業
- 昭和55年 3月 - 神戸大学経済学部卒業
- 昭和57年 3月 - 神戸大学大学院経済学研究科博士課程前期課程修了
- 昭和58年 4月 - 神戸大学大学院経済学研究科博士課程後期課程退学

### 職歴
- 昭和58年 5月 - 神戸大学経済経営研究所助手
- 平成元年 3月 - 神戸大学経済経営研究所助教授
- 平成12年 4月 - 神戸大学経済経営研究所教授
- 平成30年 3月 - 神戸大学退職

## 主な著書
『金融政策の国際協調－国際通貨・金融システムの改革』（勁草書房 1995年）